# Discorso dei quattro punti

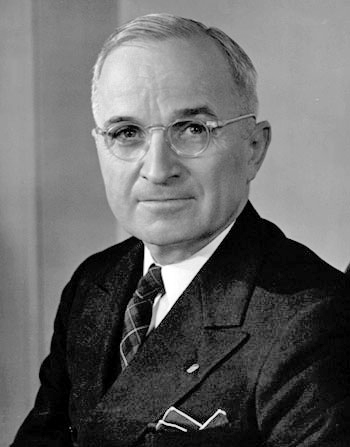
Harry S. Truman, 33º Presidente degli Stati Uniti

Il discorso dei quattro punti fu il discorso di insediamento del presidente statunitense Harry S. Truman, tenuto giovedì 20 gennaio 1949.
In un mondo da poco emerso dalle ombre della seconda guerra mondiale, nel quale la libertà e i diritti umani sembravano minacciati da molte parti, il discorso fu la risposta di Truman.
Egli incitò sia i Democratici che i Repubblicani ad assistere le popolazioni del mondo che lottavano per la libertà e i diritti civili, a proseguire i programmi per la ripresa economica mondiale, a rafforzare le organizzazioni internazionali e a prendere spunto dall'esperienza degli Stati Uniti per aiutare le popolazioni del mondo a trovare i mezzi per lottare contro ignoranza, malattie e disperazione.
Talvolta i politici statunitensi—in particolare i democratici—si allineano alle posizioni di Truman facendo esplicito riferimento a questo discorso.

## I quattro punti
Estratti dal discorso, si veda il testo completo per il contesto e i dettagli.
"Primo, continueremo a dare il nostro supporto risoluto alle Nazioni Unite e alle agenzie ad esse associate, e continueremo a cercare nuovi modi di rafforzare la loro autorità ed aumentare la loro efficacia."
"Secondo, continueremo i nostri programmi per la ripresa economica mondiale."
"Terzo, rafforzeremo le nazioni amanti della libertà contro i pericoli dell'aggressione."
"Quarto, dobbiamo imbarcarci in un nuovo e coraggioso programma per rendere disponibili i benefici delle nostre scoperte scientifiche e del nostro progresso industriale, per il miglioramento e la crescita delle aree sottosviluppate."